# Erik Schiesko
Erik Schiesko (* 23. Januar 1986 in Spremberg) ist ein deutscher Filmemacher und Regisseur.

## Leben
Schiesko ist ein in Cottbus ansässiger Filmemacher. Im Jahr 2003 gründete er das „KONTURProjekt“, vorerst eine Arbeitsgemeinschaft, welche Konzerte organisierte, Magazine herausbrachte, CDs mit Musik von Lausitzer Künstlern veröffentlichte, aber auch regionale Filmproduktionen durchführte. Schließlich fokussierte er sich zunehmend auf filmische Produktionen unter seiner eigenen Produktionsfirma „KONTURProjekt“.
Mit 19 Jahren drehte er mit Patriot für die Band „Ostmob“ (Ben Arnold und Ossi Ostler) sein erstes Musikvideo, das 2007 auf dem 17. Filmfestival Cottbus die 5. Cottbuser FilmSchau gewann. Der von ihm produzierte Kurzspielfilm Nur ein kurzer Augenblick (2010; Regie: Clemens Schiesko) erhielt bei der 8. Cottbuser FilmSchau des 20. Filmfestivals Cottbus einen Publikumspreis und den Preis für die beste technische Umsetzung. Mit seinem Bewerbungskurzfilm Schmellwitz (2010) war er 2011 für die „Goldene Ziege“ beim gleichnamigen Filmfest auf Gut Ogrosen nominiert und wurde bei der 9. Cottbuser FilmSchau des 21. Filmfestivals Cottbus einen Spezialpreis ausgezeichnet.
Zu seinen bekanntesten Produktionen gehören Blaue Stunde (2011; Regie und Drehbuch) und Holger und Hanna" (2013; Produktion). Blaue Stunde ist ein 90-minütiger No-Budget-Spielfilm, der sowohl auf den Internet-Videoplattformen als auch in den Kinos erfolgreich war.
Schiesko, der von 2004 bis 2007 als Darsteller am Piccolo Theater Cottbus auftrat, war 2011 auch am Staatstheater Cottbus in Frühlings Erwachen in der Rolle als „Melchior“ zu sehen. Er ist Mitbegründer des seit November 2015 aktiven „Netzwerk Lausitzer Filmschaffender“.

## Filmografie (Auswahl)
- 2005 Ostmob – Patriot (Musikvideo)
- 2007 Dissziplin – Plattenbauten (Musikvideo)
- 2011 Blaue Stunde (Spielfilm)
- 2013 Holger und Hanna [und der ganze kranke Rest]  (Spielfilm)
- 2014 Traum, Taucher zu sein (Kurzfilm)
- 2015 Auf der Suche (interaktiver Film)
- 2024 Ein Feuerwerk für die Kleinstadt (Spielfilm)